# 국민 총생산
국민 총생산(國民總生産, Gross National Product, 약어로 GNP)은 일국의 농업·공업·서비스업 등 생산물(서비스를 포함)을 그때의 시장가격으로 합계한 것이다. 결국 한 나라가 일정 기간에 생산하고 분배하고 지출한 재화 및 서비스의 총액이 국민총생산이다.
재화·서비스의 생산액은 한 번만 계상(計上)해야 하는데 2중으로 계산될 우려가 있다. 이와 같은 최종 제품에 포함되는 원자재비 등 중간 생산물은 제외하지 않으면 안 된다.
국민총생산에서 실질자본의 감가상각액을 공제한 것이 국민 순생산(NNP)에 해당한다. 이것은 새로 생산된 가치, 결국 부가가치의 합계와 대등하다. 신문 등 매스컴에서 국민순생산보다도 국민총생산이 많이 쓰인다. 이것은 국민총생산이 객관적인 시장가격 평가보다 정확한 산정이 가능하기 때문이다. 결국 국민총생산은 일국의 경제 규모를 재는 척도라 할 수 있다.
모든 국민이 장소의 제약을 받지 않고 이 GNP의 측정 대상이 되기 때문에 상당히 폭넓은 측면이 존재한다.

## GNP 디플레이터
GNP 디플레이터는 명목 GNP(국민총생산)를 실질 GNP로 나누어 얻어지는 값이다. 국민소득에 영향을 주는 모든 물가요인, 즉 도매·소비자 물가지수뿐만 아니라 환율·임금지수까지도 포함하는 종합적인 물가지수로서 GNP를 상품으로 보았을 경우 그 가격을 나타낸다.
GNP 디플레이터를 마련하려면 우선 실물거래를 다시 두 가지로 분류해 둘 필요가 있다. 첫째는 (최종)생산물의 흐름에 대응하는 거래인데 편의상 이를 커모디티 플로(commodity flow)라 부른다. 둘째는 요소소득 및 (소득의)전이(轉移)에 대응하는 거래로 논 커모디터 플로(non commodity flow)라고 한다. 예컨대 국민소득은 논 커모디티 플로의 집합으로서 표현됨에 대해 GNP는 커모디티 플로의 집합으로서 표현될 수 있다는 것은 아래와 같은 뜻에서이다.  국민소득계정 체계에 있어서의 국민생산과 지출계정의 합계는 GNP가 되는 만큼  GNP=(소비자의 재(財)·서비스구입+정부의 재·서비스의 경상구입)+국내 총자본 형성+외국에 대한 재(財)·서비스의 판매 및 외국으로부터 요소소득∼외국으로부터의 재(財)·서비스 구입 및 외국에 대한 요소소득(要所所得)이다. 여기에서 외국과의 요소소득의 수급(受給)을 제하면 GNP는 커모디티 플로의 집합으로서 표현할 수 있는 까닭이다. 커모디티 플로는 크게 나누어서 네 개의 항목으로 분류된다. (1)은 소비목적에 충당하는 (최종)생산물이다. (2)는 실물자본스톡에 추가되는 (최종)생산물이다. (3)은 외국으로 판매되는 (최종)생산물이다. (4)는 외국에서 구입한 (최종)생산물이다. 이것은 어느 경우이건 커모니티 플로이어서 그 가치액은 가격과 수(數)의 적(積)으로 분류된다.  따라서 GNP 디플레이터를 만들려면 GNP를 적당한 커모디티 플로로 유별하게 개개의 그룹마다 〔가격×수량〕에 대한 정보를 이용하여 일종의 물가지수로 종합하면 된다는 견해가 있다. 그런데  GNP=국민소득+간접세-보조금+자본소비의 관계를 이용하여 GNP 디플레이터를 마련하려 해도 국민소득·간접세·보조금은 어느 것이건 넌 커모디티 플로우인 만큼 〔가격×수량〕 관계의 분해(分解)는 불가능하다. 즉 다시 기준 연도의 가격으로 평가된 가치액에 대해서도 위의 식(式)에 관계가 성립된다고 가정한다면 GNP 디플레이터의 구조는 아래와 같은 형식으로 표현할 수 있다. 즉 “GNP 디플레이터는 비교되는 해의 GNP 구성요소를 웨이트(weight)로 하는 각 GNP 구성요소의 파셰 표시 가격지수의 조화평균에 의해 표시된다”는 사실이다.  이 GNP 디플레이터에 관한 견해에 대해 주의를 요할 점은 두 가지 있다. 하나는 이것이 (최종)생산물의 커모디티 플로에서 파생되는 디플레이라는 사실이다. 다시 말해 그것은 결과적으로 정의(定義)된 물가지수라는 것이며 그로 말미암아 흔히 GNP 디플레이터를 가리켜 임플리시트 디플레이터(implicit deflator)라 할 때가 있다. 또 하나 주의할 점은 GNP 구성요소의 가격지수에 대해 파셰 표시(表示)의 지수를 만드는 일은 통계 기술적인 곤란이 많다. 따라서 파셰 표시의 가격지수 대신에 라스파이레스(Laspayres) 표시 가격지수를 사용하는 예가 많다. 예를 들어 보면 GNP 디플레이터의 경우가 그러하다. 이 경우에는 파셰지수를 라스파이레스 지수로 대체한 GNP 디플레이터의 왜곡이 존재하는 점에 유의하여야 한다.

## 같이 보기
- 국내 총생산
- 국민 총소득
- 국민 순생산